# Pueblonuevo del Guadiana
Pueblonuevo del Guadiana es un municipio español, perteneciente a la provincia de Badajoz (comunidad autónoma de Extremadura).

## Situación
Se encuentra a unos 25 km de la ciudad de Badajoz y a unos 45 de Mérida (capital autonómica), en la zona de influencia del río Guadiana.
Pertenece a la comarca de Lácara y al Partido judicial de Badajoz.

## Fundación
Pueblonuevo del Guadiana comenzó su construcción en el año 1948 como consecución del Plan Badajoz, completándose su construcción en la década de los 60. El día 6 de octubre de 1956 fue inaugurado por el jefe de Estado, General Francisco Franco.
A finales del siglo XX se crea este municipio porque se segrega de la ciudad de Badajoz. En el censo de 2001 contaba con 673 hogares y 2096 vecinos.
Aunque es un pueblo de reciente construcción en sus tierras se han encontrado importantes restos romanos como la villa de Pesquero de la cual se encuentran dos mosaicos en el Museo Arqueológico Provincial de Badajoz y diferentes restos.
Bañado por el Guadiana, todas sus tierras son de regadío destacando entre ellas el cultivo del tomate y maíz entre otros como son el arroz, pimiento y los frutales tales como la ciruela, pera, nectarina y melocotón.

## Demografía
| Gráfica de evolución demográfica de Pueblonuevo del Guadiana entre 2001 y 2021                                        |
| |
| Población de derecho según los censos de población del INE. Población de hecho según los censos de población del INE. |

## Patrimonio
Iglesia parroquial católica bajo la advocación de Cristo Rey, en la archidiócesis de Mérida-Badajoz.